# Olenecamptus giraffa
Olenecamptus giraffa là một loài bọ cánh cứng trong họ Cerambycidae.